# Constantino (sacelário)
Constantino (em latim: Constantinus) foi um oficial bizantino do século VII, ativo durante o reinado do imperador Heráclio (r. 610–641). Aparece em 628/629, quando foi destinatário da epístola 24 de Máximo, o Confessor que alude à restauração da paz com a Pérsia. Ela é idêntica à epístola 43 endereçada ao cubiculário João. Os autores da PIRT consideram a possibilidade dele ser o homônimo destinatário da epístola 5 de Máximo. Segundo o patriarca de Constantinopla Fócio, outras duas cartas de Máximo foram entregues a certo Constantino, talvez a mesma pessoa.